# یواس‌اس چنانگو (۱۸۶۳)
یواس‌اس چنانگو (۱۸۶۳) (به انگلیسی: USS Chenango (1863)) یک کشتی بود که طول آن ۲۰۵ فوت (۶۲ متر) بود. این کشتی در سال ۱۸۶۳ ساخته شد.